# Amazon appstore
Amazon Appstore är en amerikansk mobilapplikationsbutik för Googles operativsystem Android och invigdes den 22 mars 2011. Den lanserades med cirka 3800 applikationer. Dessa program kan antingen vara gratis eller kosta pengar. Utvecklare betalas antingen 70 procent av försäljningspriset eller 20 procent av utvecklarens listpris, beroende på vilket som är högst.
Amazon Appstore inkluderar "en gratis app per dag"-funktion. Varje dag erbjuds en app, oftast ett spel, gratis. På premiärdagen var det här spelet Angry Birds Rio, i sig ett säljfrämjande spel. "En gratis app per dag"-funktionen gör ett undantag från Amazons 20% av listpriset, vilket ger utvecklaren 0% av listpriset under funktionens dag.
Butikens testfunktion tillåter användare att testa ett program i sin webbläsare genom att lansera en virtuell kopia av Android i Amazon EC2 cloud i en halvtimme.

## Tvist
Strax efter Amazon Appstores lansering publicerade International Game Developers Association ett öppet brev uttryckt oro för att i första hand syftade till Amazons distributionsvillkor. Det huvudsakliga missnöjet var om de villkor som Appstore hade, vilket tvingade utvecklare att permanent sänka sina AppStorepriser om de någonsin gör kampanjer på andra butiker, och att Amazon kunde sänka priset på en Applikation och besluta att minska utvecklarnarnas vinst utan att behöva be om lov.
Efter denna tvist klargjorde Amazon avtalet med Appstoreutvecklare, men de misslyckades med att ta itu med IGDA:s oro, som förklarade att "Amazons villkor utgör ett hot mot spelutvecklare".
I juli 2011 tog den svenska utvecklaren Bithack bort sin Apparatusapplikation från Appstore och publicerade ett öppet brev som förklarar att butiken var "en katastrof" för indie-utvecklare. Det största missnöjet gällde den mycket långsamma granskningsprocessen, eftersom det saknas något sätt att filtrera bort enheter utan stöd, och att Amazon ändrade priset på applikationer utan att tala med utvecklaren, detta leder till IGDA:s upprepade varningar om Amazons policy igen.
Apple lämnade in ett rättsligt anspråk mot Amazon för att använda ett liknande namn för butiken, Apples App Store kontra Amazon Appstore.